# Charles Barrois
Charles Barrois (Parigi, 15 marzo 1890 – Parigi, 11 dicembre 1940) è stato un attore e regista francese attivo durante l'epoca del cinema muto e sonoro.
È ricordato principalmente per la sua interpretazione del personaggio di Lillas Pastia nel film Carmen (1926) diretto da Jacques Feyder.

## Biografia
Nato a Parigi nel 1890, Charles Barrois intraprese la carriera di attore nel primo dopoguerra, collaborando con importanti registi francesi. Fu attivo soprattutto negli anni Venti e Trenta, lavorando in particolare con Jacques Feyder, uno dei principali esponenti del cinema muto francese.
Nel corso della sua carriera, Barrois interpretò ruoli secondari ma significativi, contribuendo alla realizzazione di opere cinematografiche di rilievo. Successivamente si dedicò anche alla regia, dirigendo cortometraggi e film sonori tra il 1934 e il 1935.
Morì a Parigi nel 1940.

## Carriera cinematografica

### Attore
Charles Barrois recitò in diversi film tra gli anni Venti e Trenta, distinguendosi per la versatilità dei ruoli interpretati. La sua collaborazione con Jacques Feyder fu particolarmente fruttuosa. Il suo ruolo più celebre resta quello di Lillas Pastia, il locandiere che funge da intermediario tra Carmen e i contrabbandieri, nel film Carmen (1926), adattamento della novella di Prosper Mérimée.
Tra le sue interpretazioni figurano anche apparizioni in film come Visages d'enfants (1925), Gribiche (1926), Thérèse Raquin (1928) e Les Nouveaux Messieurs (1929).

### Regista
Negli anni Trenta, Barrois si dedicò anche alla regia. Tra i suoi lavori più noti si ricordano:
- On demande une brute (1934), un cortometraggio interpretato da Jacques Tati.
- Trois de la marine (1934), commedia di ambientazione marittima.
- Aux portes de Paris (1935), co-diretto con Jacques de Baroncelli.

## Filmografia selezionata

### Come attore
- La Faute d’orthographe (1918)
- Visages d’enfants (1925), regia di Jacques Feyder
- Carmen (1926), regia di Jacques Feyder
- Gribiche (1926), regia di Jacques Feyder
- Thérèse Raquin (1928), regia di Jacques Feyder
- L’Équipage (1928), regia di Maurice Tourneur
- Les Nouveaux Messieurs (1929), regia di Jacques Feyder
- Le Procureur Hallers (1930), regia di Robert Wiene
- Partir (1931), regia di Maurice Tourneur
- Gitanes (1932), regia di Jacques de Baroncelli

### Come regista
- On demande une brute (1934)
- Trois de la marine (1934)
- Aux portes de Paris (1935)